# 黄泥河站
黄泥河站是位于中华人民共和国吉林省延边朝鲜族自治州敦化市黄泥河镇的一个铁路车站，建于1928年，有长图铁路经过该站，现仅办理货运业务，车站及其上下行区间均未电气化。车站距离长春站300公里，隶属沈阳铁路局，是三等站。